# Decuriasuchus
Decuriasuchus es un género extinto de rauisuquio prestosúquido del período Triásico Medio (Ladiniense). Es un arcosaurio carnívoro que vivió en lo que actualmente es el sur de Brasil. Fue nombrado originalmente por Marco Aurélio G. França, Jorge Ferigolo y Max C. Langer en el año 2011 y su especie tipo es Decuriasuchus quartacolonia. El nombre genérico significa "decuria de cocodrilos" en griego en referencia a los diez ejemplares conocidos y al posible comportamiento grupal del animal. El nombre de la especie se refiere a la región de Quarta Colonia donde se hallaron los fósiles.

## Descripción

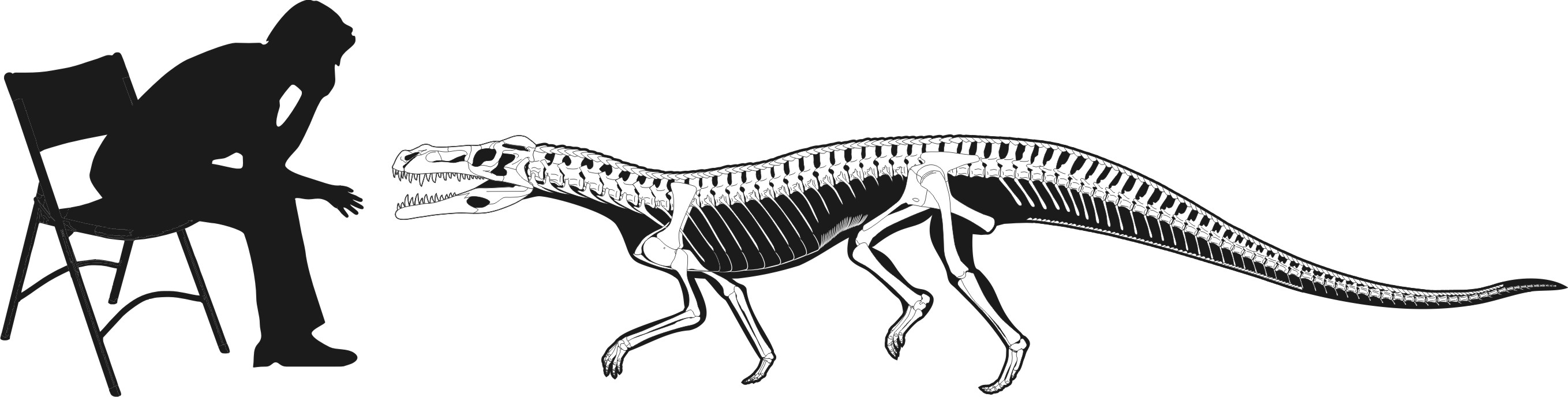
Tamaño de Decuriasuchus comparado al de un humano

Decuriasuchus es conocido de diez especímenes, incluyendo a nueve esqueletos articulados y asociados, tres de los cuales tienen cráneos casi completos. El holotipo MCN PV10105a consiste en un esqueleto parcial articulado, que carece de la faja escapular y las extremidades. Ocho especímenes asociados con el holotipo, MCN PV10105b-i y un décimo espécimen (MCN PV10004), consisten en restos craneales de un sitio diferente en la misma localidad. Los especímenes fueron hallados en el Miembro Alemoa de la formación Santa María, en el Grupo Rosário do Sul, en el estado de Rio Grande do Sul, Brasil.
Como otros rauisuquios, Decuriasuchus era un cuadrúpedo carnívoro que fue uno de los principales depredadores de su ambiente. Llegaba hasta una longitud de cerca de 2.5 metros.

## Clasificación

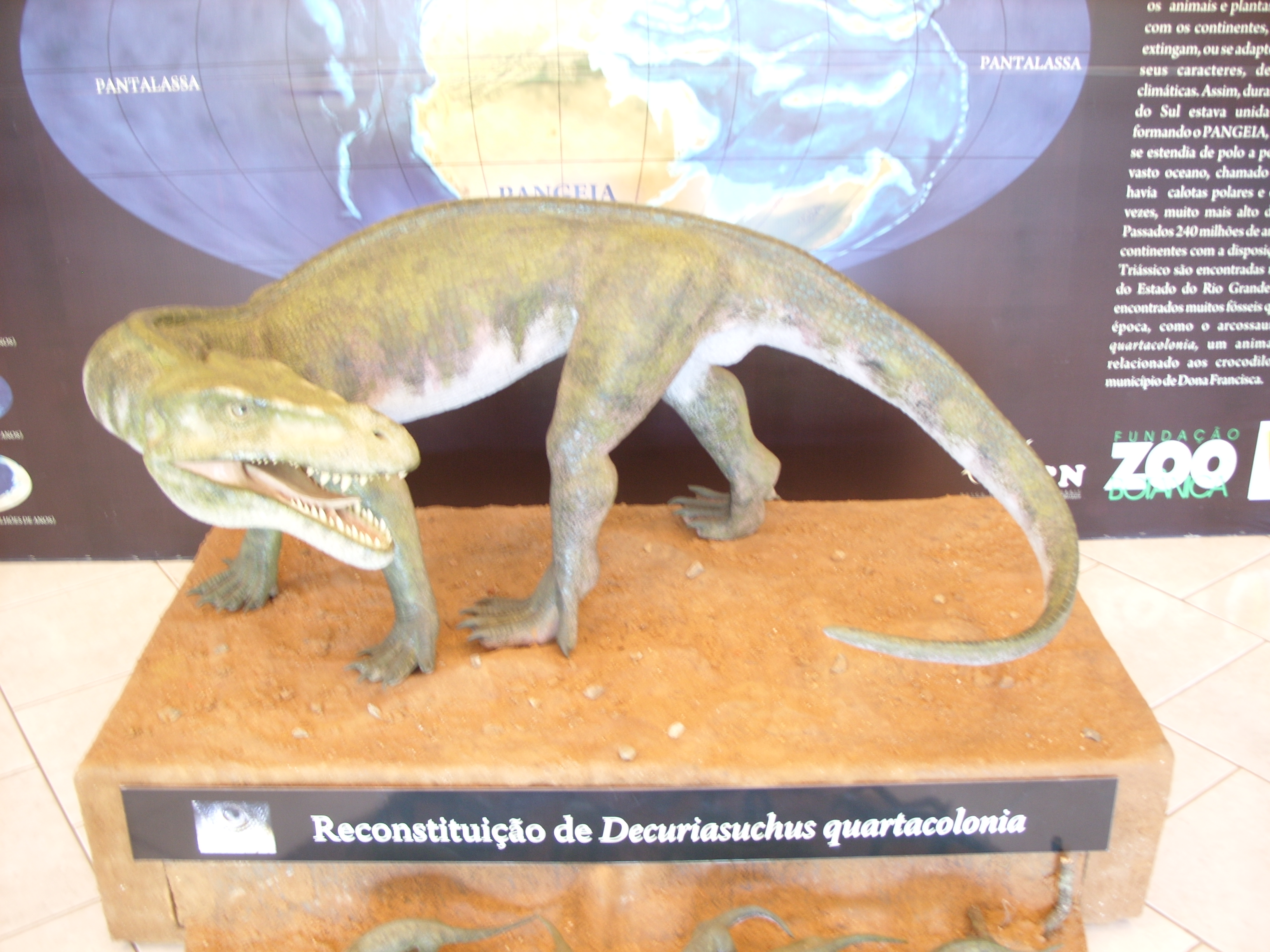
Modelo de Decuriasuchus en el Museo de Ciencias Naturales de la Fundación Zoobotánica de Río Grande del Sur

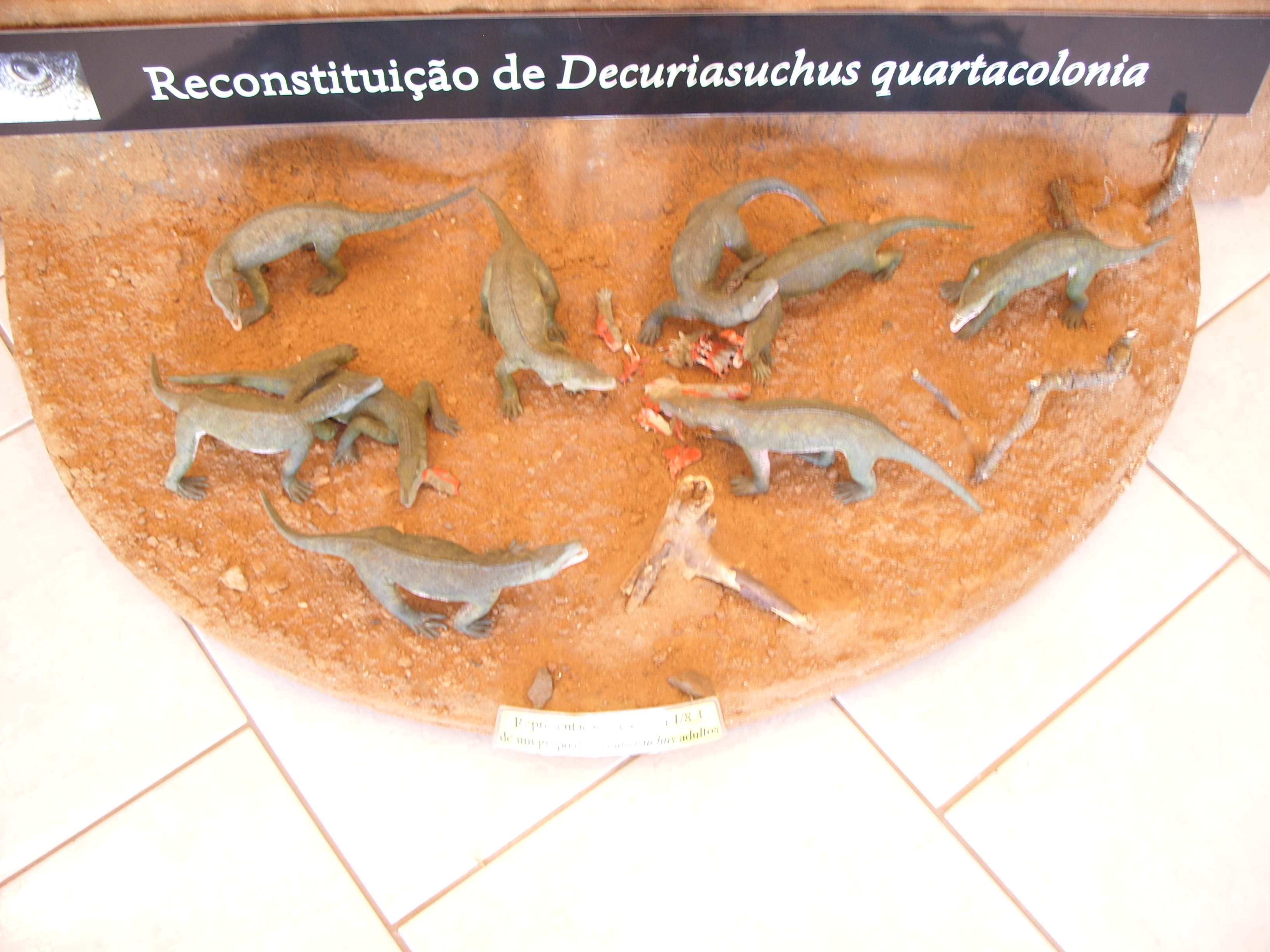
Grupo de Decuriasuchus en el Museo de Ciencias Naturales de la Fundación Zoobotánica de Río Grande del Sur

Decuriasuchus es un pariente cercano de los géneros Prestosuchus y Batrachotomus. Un estudio filogenético del género lo situó en la familia Prestosuchidae, pero también halló que el grupo Rauisuchia es parafilético. El estudio estuvo basado en un análisis previo del 2010 sobre los arcosaurios. Como un rauisuquio, Decuriasuchus es un pariente distante de los modernos crocodilianos.

## Paleobiología

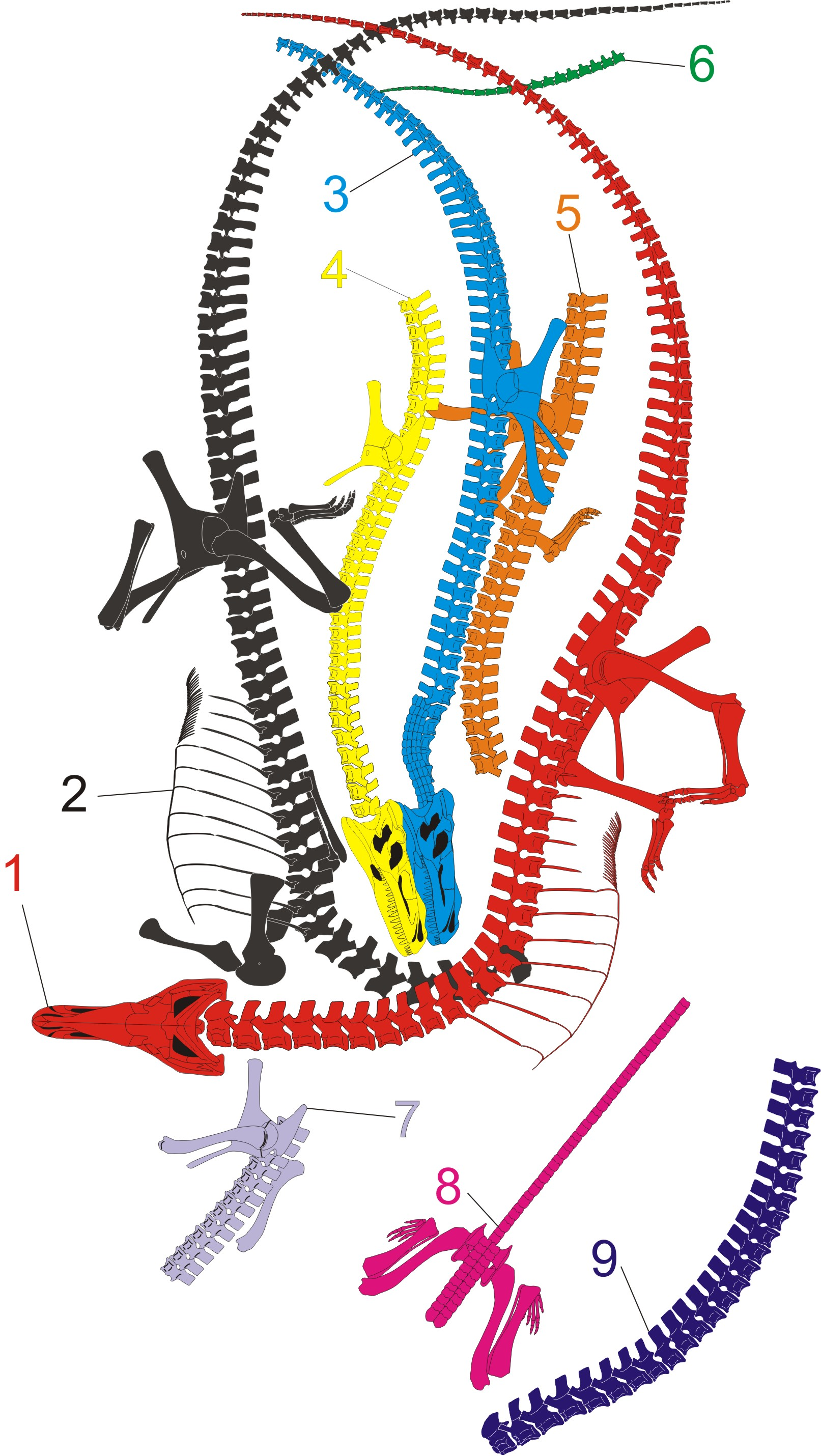
Diagrama de los nueve esqueletos asociados

Nueve especímenes de Decuriasuchus fueron encontrados muy próximos unos de otros. Un estudio de la tafonomía del sitio (las condiciones bajo las cuales los esqueletos se fosilizaron) indican que esta asociación representa un único enterramiento de múltiples individuos más que colección de restos no relacionados depositados en un punto a través de un largo período de tiempo. La congregación de nueve individuos en un área sugiere que pudieron haber estado viajando en grupo. Si este fuera el caso, Decuriasuchus podría ser el primer arcosaurio conocido que exhibe un comportamiento gregario.